# Idactus maculicornis
Idactus maculicornis là một loài bọ cánh cứng trong họ Cerambycidae.